# Dark Chords on a Big Guitar
Dark Chords on a Big Guitar es el vigesimoquinto álbum de estudio de la cantante estadounidense Joan Baez, publicado por la compañía discográfica Guardian Records en septiembre de 2003. El álbum, cuyo título procede de un verso de la canción de Greg Brown «Rexroth's Daughter», incluye un sonido más cercano al rock debido a la inclusión de composiciones contemporáneos como Natalie Merchant, Ryan Adams y Steve Earle. Producido por Mark Spector y dedicado al cineasta Michael Moore, el álbum fue grabado en los Allaire Studios de Nueva York entre enero y abril de 2003.

## Lista de canciones
1. "Sleeper" (Greg Brown) – 4:35
2. "In My Time of Need" (Ryan Adams) – 4:33
3. "Rosemary Moore" (Caitlin Cary) – 5:15
4. "Caleb Meyer" (Gillian Welch & David Rawlings) – 2:31
5. "Motherland" (Natalie Merchant) – 4:44
6. "Wings" (Josh Ritter) – 4:01
7. "Rexroth's Daughter" (Greg Brown) – 5:19
8. "Elvis Presley Blues" (Gillian Welch & David Rawlings) – 4:40
9. "King's Highway" (Joe Henry) – 3:28
10. "Christmas in Washington" (Steve Earle) – 5:13

## Personal
- Joan Baez: voz y guitarra
- George Javori: batería y percusión
- Rani Arbo: coros
- Gail Ann Dorsey: coros
- Byron Isaacs: guitarra acústica y guitarra eléctrica
- Duke McVinnie: guitarra y bajo
- Doug Pettibone: guitarra acústica